# Шабалтас Іван Михайлович
Іван Михайлович Шабалтас (рос. Иван Михайлович Шабалтас) (20 червня 1954, Черкаська Лозова, СРСР) — радянський і російський актор театру і кіно, народний артист Росії (2015).
У 1978 році закінчив Російський університет театрального мистецтва.

## Вибіркова фільмографія
- «Здійміться, соколи, орлами!» (1980)
- «Спокій скасовується» (1983)
- «Дорогий Едісон!» (1986)
- «Глухомань» (1991)
- «Код апокаліпсису» (2007)
- «Адмірал» (2008)
- «Два квитки до Венеції» (2011)